# Notomyxine tridentiger
Notomyxine tridentiger is een kaakloze vissensoort uit de familie van de slijmprikken (Myxinidae). De wetenschappelijke naam van de soort is voor het eerst geldig gepubliceerd in 1899 door Samuel Garman.